# Javier Corral Jurado
Javier Corral Jurado (El Paso, 2 agosto 1966) è un avvocato, giornalista e politico messicano con cittadinanza statunitense, membro del Partito Azione Nazionale (PAN) e governatore dello stato di Chihuahua per il periodo dal 2016 al 2021.
È stato deputato locale, viceministro federale, candidato alla carica di governatore dello stato di Chihuahua nel 2004 per la convergenza PAN-PRD e senatore della Repubblica per lo stato di Chihuahua.